# Šatki
Šatki è un centro abitato della Russia.